# Albert Bessis
Pour les articles homonymes, voir Bessis.
Albert Bessis (arabe : ألبير بسيس), né le 16 janvier 1885 à Tunis et mort le 25 septembre 1972 dans la même ville, est un homme politique tunisien.

## Biographie
Né en 1885 au sein d'une famille juive de Tunis, il est le plus jeune des six enfants de Haï Bessis et Meiha née Samama-Chikli. Il étudie au lycée Carnot de Tunis puis poursuit des études de droit à Paris, où il soutient une thèse de doctorat intitulée Essai sur la loi foncière tunisienne (1912). Rentré en Tunisie en 1913, il devient avocat au barreau de Tunis, dont il est bâtonnier de juin 1952 à juin 1954, et enseigne le droit maritime.
Actif au sein de la société civile, il est notamment vice-président de la Fédération des œuvres mutualistes et membre des comités des antennes tunisiennes de l'Œuvre de secours aux enfants et du Congrès juif mondial (à partir de 1949), de la Société de l'hôpital israélite de Tunis, et d'un orphelinat entre 1951 et 1954.
Entré en politique, il siège à la section tunisienne du Grand Conseil (1934-1935, 1943-1945 et 1945-1951), où il est rapporteur du budget (1934-1945) et président de la commission législative (à partir de 1946). Il siège par ailleurs au Conseil municipal de Tunis (1938-1943 et 1943-1945).
Passé dans la clandestinité durant l'occupation de la Tunisie par l'Axe, de novembre 1942 à mai 1943, il maintient de bonnes relations avec les nationalistes tunisiens et les autorités du protectorat français. Signataire en octobre 1944 d'un manifeste réclamant l'autonomie interne de la Tunisie, il est l'un des quatre rapporteurs de l'assemblée des Quarante qui rejette les réformes proposées par le résident général Jean de Hauteclocque.
En 1954-1955, il est membre de la délégation tunisienne chargée de négocier la convention sur l'autonomie interne. Une fois celle-ci accordée, Bessis entre dans le gouvernement de Tahar Ben Ammar, le 18 septembre 1955, comme ministre de l'Urbanisme. Remplacé par André Barouch le 15 avril 1956, il est élu à l'Assemblée nationale sur la liste du Néo-Destour et y siège jusqu'à son retrait en 1969,.
Marié à Maria-Pia Uzan (1914), il meurt en 1972 à Tunis.